# Route nationale 534
Die N534 war von 1933 bis 1973 eine französische Nationalstraße, die zwischen der N532 westlich von Tournon-sur-Rhône und Lamastre verlief. Ihre Länge betrug 29,5 Kilometer. 2004 wurde in Valence eine zweite Rhônebrücke eröffnet. Zwischen der Anschlussstelle 15 der A7 und der N533 bei Guilherand-Granges wurde bis 2006 eine neue N534 geführt. Diese trägt heute die Nummern D96 und D534N.